# Ligne de Somogyszob à Balatonszentgyörgy
La Ligne de Somogyszob à Balatonszentgyörgy ou ligne 37 est une ligne de chemin de fer de Hongrie. Elle relie Somogyszob à Balatonszentgyörgy.